# اوتدلنی
اوتدلنی (انگلیسی: Otdelny) یک کوه آتشفشانی در شبه‌جزیره کامچاتکای کشور روسیه است.